# لوکاوت ماونتن (تنسی)
لوکاوت ماونتن(به انگلیسی: Lookout Mountain) شهری در ایالت تنسی کشور ایالات متحده آمریکا است که جمعیت آن در سرشماری سال ۲۰۱۰ میلادی، ۱٬۸۳۲ نفر بوده‌است.